# ルーパンデヒ郡
ルーパンデヒ郡(ルーパンデヒぐん、ネパール語：रुपन्देही जिल्ला)は、ネパールのルンビニ州の郡。
郡都はシッダルタナガル。
2021年国勢調査の人口は111万8975人で、郡では3番目に多い。
面積は1360km。